# Газаева, Елена Борисовна
Еле́на Бо́рисовна Га́заева (род. 26 сентября 1984, Орджоникидзе) — российская актриса музыкального театра, мюзиклов и кино, певица, телеведущая, заслуженная артистка республики Северная Осетия — Алания (2014), номинант национальных театральных премий «Музыкальное сердце театра» (2012), «Золотая маска» (2013) и (2019), лауреат международных конкурсов.

## Биография
Родилась 26 сентября 1984 года в городе Орджоникидзе Северо-Осетинской АССР в семье воспитательницы и строителя. В 1988 году в 3,5 года занялась осетинскими танцами, в 1989 году стала солисткой национального ансамбля, выступала на площади в 5 лет на Дне города Владикавказа, попав в газету «Растдзинад». В 1991—1993 годы занималась фортепиано музыкой в музыкальной школе, играла и пела в спектаклях на школьной сцене, устраивала во дворе и дома концерты и спектакли под осетинскую гармошку с песнями и сценками, научилась кататься на коньках, езде на конях, урок был в балетном классе. В 2001 году, на следующий день после получения школьного аттестата, устроилась в ансамбль «Амонд» (перевод с осетинского «Счастье») Валерия Кудухти, без опыта и фонограмм, и выступала в ресторанах на различных праздниках и осетинских свадьбах, за пять лет стала популярной эстрадной певицей края без собственного репертуара и музыкального образования.
Поступила на два факультета, выбрав по настоянию родителей актёрскому химико-технологический факультет Северо-Осетинского государственного университета имени К. Л. Хетагурова, продолжала заниматься пением, на первом курсе выиграла всероссийский фестиваль «Российская студенческая весна». На втором курсе через 1,5 года перевелась на актёрское отделение факультета искусств и в 2006 году с отличием окончила по специальности «актёр драматического театра и кино». Вокалом занималась у Алана Албегова, играла старенькую тетку Арину Пантелеймонову в спектакле «Женитьба» Н. В. Гоголя. В дипломном спектакле «Тартюф» Мольера играла Марианну на русском и французском языке.
По окончании института с однокурснниками работала во Владикавказе на сцене драматического молодёжного театра «Шанс» в спектаклях «Тартюф», «В добрый час!», в спектакле «Лейтенант с Инишмора» режиссёра Юрия Урнова сыграла роль Мейрид, стала лауреатом нескольких конкурсов и фестивалей, исполняла авторские и народные песни на осетинском языке, записывала диски. В Москву переехала 9 декабря 2008 года в 24 года и порталалом «15-й Регион» признана как «самая завидная невеста Осетии», не прошла кастинг в театр Рыбникова, на главную роль в сериал «Интерны». С 23 сентября 2009 года по 2016 играла главную роль Маргариты в мюзикле «Мастер и Маргарита» (Московский детский театр эстрады), в 2010—2015 годы исполняет ведущие роли в мюзиклах «Бременские музыканты», «Лукоморье» (Московский дом кино).

## Творчество
Принимала участие в проектах «Народный артист-2» (2004), вошла в тридцатку лучших исполнителей с песней «Я верю в чудеса», «Новая Звезда» (2015), участвовала в слепых прослушиваниях на шоу «Голос» (2013) с песней «Не отрекаются любя!», участвовала в кастинге на «Фабрику звёзд» (2004), в музыкальный телевизионный конкурс «Секрет успеха» (2005), на «Песню года» и в другие телевизионные программы.
Лауреат Республиканского конкурса «Песня года» во Владикавказе с песней «Ды ман куы уарзай» (2008) и 1-го фестиваля «Песня года в Аисте» (2016), организованого продюсерским центром Зары Гаджиновой (арт-кафе «Аист», г. Москва), выступала на концерте «Главная песня» в Осетинском театре во Владикавказе.
В 2009—2010 года безуспешно прошла кастинг в проекты Stage Entertainment Russia на роль Белль в мюзикл «Красавица и Чудовище», в мюзикл «Зорро» на роль Луизы, пройдя в финал, две недели пробыла на роли в мюзикле «Обыкновенное чудо», приняв участие в записи программы «Романтика романса» в августе 2010. В ноябре 2013 года утверждена на роль Вирджинии в мюзикл «Кентервильское привидение» в Москве, премьера 14 февраля 2014 года не состоялась и проект был прикрыт режиссёром Вадимом Каревым. В 2016 году принимал участие в кастинге мюзикла «Анна Каренина» московской оперетты на роль Анны.
С 2011 года является солисткой мюзиклов в Санкт-Петербургском театре музыкальной комедии. C сентября 2011 по июль 2014 года исполняла роль Сары Шагал в мюзикле «Бал вампиров» и с августа по октябрь 2016. С декабря 2014 года исполняет роль Эммы Кэрью в мюзикле «Джекилл & Хайд», с апреля 2015 принимает участие в спектакле-концерте «Хиты Бродвея». С ноября 2017 года играет роль Мерседес Эррера в мюзикле Фрэнка Уайлдхорна «Граф Монте-Кристо», снялась в клипе к спектаклю с песней в саду Гатчинского дворца. С декабря 2020 года исполняет роль Эллен Скотт в мюзикле Клода-Мишеля Шёнберга и Алена Бублиля «Мисс Сайгон». Выступала на концерте «Хиты Бродвея» с Томасом Борхертом и Марком Зайбертом в 2017 году.
С октября 2012 по апрель 2014 года исполняла роль Ариэль в мюзикле «Русалочка» А. Менкена и Х. Эшмана компании «Stage Entertainment Russia» и «Disney» в театре «Россия», занималась пластикой, пилатесом и танцами. С октября 2016 по июнь 2017 года играла роль Сары Шагал в мюзикле Джима Стейнмана и Михаэля Кунце «Бал вампиров» по одноимённому фильму Романа Полански в театре МДМ.
С 2014 года исполняет роль Зарины в мюзикле «Яръ» Алексея Лосихина в театре «Русская песня», в 2015—2016 годы обновлённую версию в московском «Мюзик-холле».
С октября 2014 года сотрудничает с ассоциацией деятелей искусств «Киногром» и В. С. Лановым. В 2014—2015 года принимала участие в Международном детском кинофестивале «Кинокадрик» в Доме кино в роли Русалочки и Царевны-Лягушки. С июня 2015 года постоянная участница Международного детского кинофестиваля «Алые паруса Артека» в МДЦ «Артек», проводит детям мастер-классы, участвует в играх на воде и в спортивных соревнованиях от команды актёров, поёт на открытиях. В августе 2015 года в Болгарии в лагере Бригантина входила в состав жюри.
В октябре 2014 года принимала участие в мультимедийном постановочном водно-пиротехническом шоу Московского фестиваля «Круг Света», 15 августа на церемонии закрытия «Армейских международных игр — 2015», 24 февраля выступила на церемонии открытия III Всемирных Военных игр 2017 в Сочи.. В Москве 14 марта 2015 выступила моделью коллекции Сабины Макатовой на презентации журнала «Melon Rich».
В октябре 2016 года представляла мюзикл «Джекилл & Хайд» в рамках XII Театрального Фестиваля «Золотая Маска в Эстонии 2016» в Таллинне и театр на приеме в посольстве РФ. В декабре участвовала в гала-концерте Санкт-Петербургского театра музыкальной комедии и Будапештского театра оперетты и мюзикла, посвящённого 10-летию успешного сотрудничества.
2 мая 2017 года приняла участие с Ростиславом Колпаковым в съемках для свадебного журнала «Style Wedding». 1 февраля 2019 года выступала на открытии Санкт-Петербургского ювелирного фестиваля «Наследие Фаберже» с Кириллом Гордеевым.
С сентября 2017 года совместно с Мананой Гогитидзе и Наталией Диевской участница ВИА «ДиЛеММа», участвует в концертах и записях клипов.
С 25 сентября 2017 года исполняет роль Рэм в мюзикле Фрэнка Уайлдхорна «Тетрадь Смерти» продюсерского центра «Пентаграмма». С 2019 года исполняет роль телезвезды Деметры в рок-опере «Икар», проект Антона Круглова.
В марте 2019 года входила в состав жюри кастинга телевизионного вокального конкурса «Азарма» на канале «Ирыстон ТВ». С 1 по 3 декабря 2021 года провела мастер-классы и выступила судьей на VIII Всероссийском конкурсе детского и юношеского творчества «Земля талантов» в оздоровительном комплексе «Снегири».
С мая 2019 года сотрудничает с клубом путешествий Михаила Кожухова и дважды в год проводит шестидневный тур «В Осетию с Еленой Газаевой».
3 сентября 2019 года сыграла главную роль Сладострастия в клипе группы «Пикник» на песню «Лиловый корсет» в Санкт-Петербургском особняке Брусницыных. Автор сценария и режиссёр-постановщик: Ольга Твайлайт. Презентация клипа "Метаморфоза истории «Лилового корсета» прошла в галерее Artefice в Санкт-Петербурге
Актриса выступает ведущей, певицей, членом жюри на концертах, фестивалях, связанных с родным краем: юбилеях Московского ансамбля танца «Алания», фестивале к празднованию Ысыах в «Коломенском» (2015), на открытии фестиваля осетинской культуры «Фарн» в парке искусств «Музеон» (2014), концерте «Крымская весна» во Владикавказе. С 2018 года поддерживает Фестиваль культуры «Северный Кавказ: синтез мира, синтез искусств» в Москве, выступает председателем жюри в Санкт-Петербурге (2019), входила в состав экспертного жюри регионального отборочного этапа (2020). С ноября 2019 года входит в Совет московской осетинской общины. За заслуги в поддержке и популяризации «Осетинской» культуры награждена грамотами правительства. Инициировала 23 апреля 2020 года исполнение коллегами по мюзиклам песни Кима Суанова на осетинском языке в поддержку жителей и врачей РСО-Алания, 31 декабря 2021 поздравление актёрами всех жителей с Новым годом на осетинском языке.

## Роли в театре

### Продюсерский центр «Звёздная пристань»
- Опера-фантазия «Мастер и Маргарита» Валентина Овсянникова (режиссёр Л. Полонский) — Маргарита — (2009 — 2010); (режиссёр И. Бунаков) — (2010 — 2015)

### Продюсерская компания «AK Production»
- Опера-фантазия «Мастер и Маргарита» Валентина Овсянникова (режиссёр И. Бунаков) — Маргарита — (2015 — 2016)[65]

### Продюсерский центр «Триумф»
- Национальный мюзикл «Лукоморье» Евгения Загота (режиссёр А. Шарнин) — Царевна-Лебедь — (2010 — 2015)[66]
- Мюзикл «Бременские музыканты» Геннадия Гладкова — Принцесса (2011 — 2012)[67][68]

### Санкт-Петербургский театр музыкальной комедии
- Мюзикл «Бал вампиров» (режиссёр К. Балтус) — Сара Шагал (2011 — 2014)[69][70][71], (2016)[72][73]
- Спектакль-концерт «Хиты Бродвея и не только…» (реж. Б. Томаш, А. Сафронов, А. Суханов) — Эмма, Сара, Мерседес, Баронесса Мария, Эльза, Эллен, Гризабелла, Мина, Люси, Элизабет, Ариэль, Ким, Дороти, Нэнси и др. (с 2015)
- Мюзикл «Джекилл & Хайд» (режиссёр Г. М. Кереньи KERO) — Эмма Кэрью (с 2014 — 2022)[74]
- Мюзикл «Граф Монте-Кристо» (режиссёр Г. М. Кереньи KERO) — Мерседес Эррера (с 2017 — 2024)[75]
- Спектакль-концерт «Хиты Бродвея-2. На сцене и на экране» — Ким, Дороти, Нэнси (2017 — 2019)
- Мюзикл «Мисс Сайгон» (режиссёр К. Балтус) — Эллен Скотт (с 2020 — 2022)
- Мюзикл «Ромео и Джульетта» (реж. Г.М. Кереньи KERO) — Кормилица (с 2025)[76][77][78][79]
- Мюзикл «Хозяйка Медной горы» (режиссёр Г. Матвейчук) — Настя (с 2025)

### Stage Entertainment
- Мюзикл «Русалочка» Алана Менкена (режиссёр Гленн Казаль) — Ариэль (2012 — 2014)
- Мюзикл «Бал вампиров» Джима Стейнмана (режиссёр Корнелиус Балтус) — Сара Шагал (2016 — 2017)[80][81]

### Продюсерский центр «Национальный проект»
- Мюзикл «Яръ» (режиссёр Алексей Лосихин) — Зарина (2014 — 2016)

### Продюсерский центр «Пентаграмма»
- Рок-опера «Икар» (режиссёр Антон Преснов) — Деметра (2023)

### ДК МАИ/ДК Ленсовета
- Рок-опера «Последнее испытание» (режиссёр Василий Заржецкий) — Такхизис (2024)

## Дискография
- 2017 — «Бал вампиров» (треки «Красные сапожки» и «Молитва»), Москва

## Работа на телевидении
В 2009—2011 годы автор и ведущая московской программы «Вы сможете», ведущая программы «Доброе утро» на телеканале ВКТ.
11 ноября 2016 года выступила с Иваном Ожогиным в программе «Вечерний Ургант» в качестве музыкального гостя, представив мюзикл «Бал вампиров». Спеша на съемки в журнал после передачи, машину с артистами в гриме остановил милиционер и отпустил, опознав. 7 декабря 2016 года с Иваном Ожогиным в эфире радио «Comedy» выступили.
13 февраля 2017 года в МДМ состоялась презентация лицензионной записи российской версии мюзикла «Бал вампиров» и официального клипа к главной арии мюзикла «Кромешная тьма» в исполнении Ивана Ожогина и Елены Газаевой.
11 октября 2017 года Елена Газаева и Иван Ожогин выступили гостями детской телепередачи «С добрым утром, малыши!» на телеканале Карусель, исполнив дуэт «Сказка о любви» из мультфильма «Красавица и Чудовище».

## Фильмография
- 2009 — Сериал «Глухарь-2». Серия 43 «Люди и звери» (мамочка на детской площадке)[87]
- 2014 — Сериал «Интерны-4». Серия 10 (190) (медсестра Олеся Игоревна Леномова)
- 2016 — Сериал «Москва. Три вокзала-9». Серия 20 (200) «Гиблое место» (стоматолог)

## Концертная деятельность
В репертуаре певицы арии из мюзиклов, песни из фильмов, эстрада, авторская песня, популярная эстрадная исполнительница во Владикавказе. Гастролирует с Санкт-Петербургским театром музыкальной комедии. В июне 2010 года принимала участие в шоу-постановке Игоря Портного «Звёзды Бродвея», открывающем «Кабаре Монмартр» в МДМ в Москве. В сентябре 2015 года гастролировала с шоу «The Moscow 4» по Исландии, Гренландии, Канаде и Нью-Йорку. Как приглашённая артистка выступает в концертных программах своих коллег: Ивана Ожогина, Евгения Ширикова, Андрея Бирина, Вячеслава Штыпса, Дмитрия Янковского, Веры Свешниковой, Кевина Тарта; участвует в творческих вечерах поэта Андрея Пастушенко; в праздновании Дней города Владикавказа и других мероприятий в столицах, связанных с осетинской культурой; в концертах Адмиралтейского оркестра Ленинградской военно-морской базы под управлением Валентина Лященко; с 2015 года сотрудничает с Фондом А. П. Петрова и принимает участие в концертах фонда. В 2014, 2017 и 2025 году провела сольные концерты в Москве.
В 2013—2014 годы выступала в Краснодарском музыкальном театре на концертах «Бал Графа фон Кролока» в рамках акции «Театральная бессонница» и гала-концерте в честь закрытия фестиваля «Четыре времени года. Лето. Мюзикл». В 2020 и 2021 году принимала участие в уникальном концепт-концерте «Теория противоположностей» продюсерского центра «White raven» на стихи Андрея Пастушенко.
Песни из собственного репертуара:
- 2008 — «Ды ман куы уарзай» (музыка: Тимур Харебов, текст: Людмилы Голованова)
- 2015 — «Риссы Мазарда» (музыка: Тимур Харебов, текст: Ольга Чехоева)
- 2018 — «Обними» (автор музыки и слов: Инна Бабаева)
- 2019 — «Лилит» (музыка: Виктория Разумовская, текст: Маргарита Пушкина)[95]
- 2020 — «Боль на года» (автор музыки и слов: Алекс Кейтвин)

## Отзывы критиков
Мюзикл «Бал вампиров»:
Играется спектакль, я бы сказала, истово. Тут надо отметить высокое качество вокального исполнения, прежде всего Ожогина (Кролок), Газаевой (Сара) и Новицкого (Альфред). Пение прочувствованное и осмысленное, с выразительными нюансами, вопреки привычке многих микрофонных певцов петь все одним звуком и на два форте. И в целом актерский состав работает с настоящим пониманием дела, со страстью и одновременно удовольствием, что составляет отдельный содержательный элемент художественного объема спектакля.
Елена Третьякова. Сатана там правит бал // Петербургский театральный журнал : интернет-журнал. — 2011. — Октябрь (№ 4(66)).
Мюзикл «Джекилл & Хайд»:
Газаева добавила своей героини больше мягкости, романтики. Если бы история Джекилла не закончилась столь трагично, Эмма Газаевой стала бы отдохновением души Генри. Так и видишь эту парочку у камина, когда огромные глаза Газаевской Эммы уводят ее Генри в далекие от науки сферы...
Ольга Соловьева. Дихотомия Добра и Зла. О спектакле «Джекилл&Хайд» // Чайка : интернет-журнал. — 2016. — 6 июня (№ 3).
Газаева, которая прославилась ролью Сары в «Бале вампиров», играя роль второй скрипки в «Джекилле и Хайде», все равно находит возможность показать высокий класс. Когда же обе девушки – Вавилова и Газаева – поют дуэт «В его глазах», который, пожалуй, является одним из самых сильных женских дуэтов за всю историю мюзикла, время от времени ловишь себя на мысли, что перед тобой Барбара Стрейзанд и Селин Дион.
Михаил Садчиков-младший. «Джекилл и Хайд» могут переплюнуть «Вампиров» // Фонтанка : интернет-газета. — 2014. — 23 декабря.
У Елены Газаевой Эмма – хрупкая, нежная, как бабочка. Ее хочется оберегать, и очень страшно видеть, как, любя Джекилла, Эмма чувствует себя все более одинокой.
Алиса Никольская. Премьера мюзикла «Джекилл & Хайд» в Санкт-Петербургском театре музыкальной комедии // Городские развлечения : интернет-журнал. — 2015. — 13 января.
Мюзикл «Граф Монте-Кристо»:
Мерседес-Газаева, напротив, не в силах смотреть на мир распахнутыми глазами, она потеряна и грустна, во взгляде проскальзывает скорбь, уголки губ предательски ползут вниз.
Светлана Рухля. Долгое возвращение и голливудский финал // Санкт-Петербургский музыкальный вестник : интернет-журнал. — 2017. — 2 декабря.
У Елены Газаевой Мерседес – почти девочка, милая и нежная, у которой только начинается жизнь. Не цветок даже, а раскрывающийся бутончик. Она любит Эдмона как героя грез, принца из книжки легенд. И повзрослевшая Мерседес – бутон, уничтоженный и насильно засушенный между страниц. Сдержанная, ушедшая в себя, она словно запретила себе эмоции. И только к финалу ее лепестки снова обретут цвет и дыхание.
Алиса Никольская. Мюзикл «Граф Монте-Кристо» в Санкт-Петербургском театре музыкальной комедии // Городские развлечения : интернет-журнал. — 2017. — 20 декабря.
Великолепна партия Елены Газаевой, из наивной девушки, стоящей на палубе корабля и смотрящей в будущее с надеждой, она перевоплощается в несчастную женщину, а палуба трансформируется в клетку.
Триумф «Монте-Кристо» на сцене Театра Музкомедии // Около : интернет-журнал. — 2017. — 15 ноября.
Мюзикл «Мисс Сайгон»:
Украшение спектакля – признанные звезды жанра Наталия Диевская и Елена Газаева. Эллен Газаевой, сильная, любящая, потерянная от количества тайн и груза переживаний – один из камертонов второго акта.
Алиса Никольская. Мюзикл «Мисс Сайгон» в Санкт-Петербургском театре музыкальной комедии // Городские развлечения : интернет-журнал. — 2021. — 25 января.
Эллен — прекрасная Елена Газаева с удивительным по красоте голосом и шикарной актерской игрой. Ее персонаж не вызывает ни капли сочувствия (разве только кроме тех моментов, когда понимаешь, за насколько недостойного ее человека она вышла замуж). Наоборот, Эллен — это персонаж с удивительной силой духа, способная принять ошибки супруга и отпустить его, пусть даже когда любит всем сердцем. Согласитесь, не каждая женщина способна на такой поступок?
Екатерина Новак, Анастасия Карно. Мисс Сайгон. Любовь вопреки? // Из темноты кулис... : интернет-журнал. — 2021. — 25 октября.

## Награды и премии
- 2012 — Номинация на российскую национальную премию «Музыкальное сердце театра» — «Лучшая исполнительница главной роли» за роль Сары Шагал в мюзикле «Бал вампиров»[96]
- 2013 — Номинация на российскую национальную театральную премию «Золотая маска» — «Оперетта-Мюзикл/Женская роль» за роль Сары Шагал в мюзикле «Бал вампиров»[97]
- 2014 — Лауреат Международного фестиваля-конкурса искусств «Беллиссимо» в номинации «Эстрадное пение» и Лауреат специальной номинации «Национальные традиции на эстраде», г. Неаполь
- 2014 — Лауреат Международного фестиваля-конкурса искусств «Беллиссимо» в номинации «Академическое пение-ансамбль» с Ростиславом Колпаковым, г. Неаполь[98]
- Указом Главы Республики Т.Мамсуровым № 189 присвоено звание Заслуженный артист Республики Северная Осетия — Алания (17 июля 2014) — за заслуги в области музыкального искусства[99], вручение состоялось 5 сентября.
- Благодарность правительства Москвы (27 сентября 2014) — за активное участие в гала-концерте Фестиваля осетинской культуры «ФАРН» и вклад в дело формирования межнационального мира и согласия в городе Москве[100]
- Лауреат премии I фестиваля «Песня года в Аисте» в Москве в кафе «Аист» (16 января 2016)
- 2018 — Лауреат Stage Door по итогам сезона 2017—2018 гг. в номинации «Лучшая актриса в главной роли» за роль Мерседес Эррера в постановке «Граф Монте-Кристо».[101] и 5 место по итогам зрительского голосования в номинации «Роль года».
- 2019 — Номинация на российскую национальную театральную премию «Золотая маска» — «Оперетта-Мюзикл/Женская роль» за роль Мерседес Эррера в мюзикле «Граф Монте-Кристо»[102][103]
- Благодарность (17 ноября 2019) — за активное участие в жизни Московской осетинской общины и содействие в укреплении единства осетинского народа